# Bobovo (samhälle i Montenegro)
Bobovo (Pljevlja) är en hög bergsby i Montenegro. Det ligger i den norra delen av landet, 90 km norr om huvudstaden Podgorica. Bobovo ligger 1 308 meter över havet och antalet invånare är 292.
Terrängen runt Bobovo är bergig åt sydväst, men åt nordost är den kuperad. Runt Bobovo är det ganska glesbefolkat, med 48 invånare per kvadratkilometer. Närmaste större samhälle är Žabljak, 12,9 km söder om Bobovo. I omgivningarna runt Bobovo växer i huvudsak blandskog.